# Player versus player
Player versus player (PvP; sv: Spelare mot spelare) är en typ av interaktiv konflikt mellan flera spelare, inom ett spel. Detta är ofta förväxlat med Player versus environment (PvE; sv: Spelare mot omgivning) i vilket spelet själv kontrollerar sin spelares motståndare. Termerna används ofta i spel där båda aktiviteterna existerar, särskilt MMORPGs, MUDs och andra datorrollspel, för att skilja på spelarlägen.
PvP kan användas för att beskriva ett spel, eller en aspekt av ett spel, där spelare tävlar mot varandra. I de flesta fall är det omfattande skillnader mellan spelarnas förmågor. PvP kan till och med uppmuntra erfarna spelare att direkt attackera och-/eller vinna över oerfarna spelare. PvP är i många fall hänvisade till att döda/skada sin motståndare i spel som innehåller, men inte nödvändigtvis fokuserar på, dessa interaktioner.

## Playerkilling
Playerkilling (PK) är att i ett spel döda en annan spelares figur istället för en icke-spelbar figur (Non-Player Character, NPC på engelska). Termen används främst inom rollspel, MUDs och MMORPGs.